# Lwowska Wyższa Szkoła Zawodowa Technik Informatycznych i Budownictwa
Lwowska Wyższa Szkoła Zawodowa Technik Informatycznych i Budownictwa /ukr. Львівське вище професійне училище комп'ютерних технологій та будівництва/ – ukraińska uczelnia politechniczna posiadająca uprawnienia do nauczania na pierwszym poziomie akredytacji (technikum i zawodowe studium pomaturalne). 

## Historia szkoły
W 1965 władze Lwowa podjęły decyzję o rozpoczęciu prac związanych z intensywną restauracją starej zabudowy, obiektami zabytkowymi oraz inwestowaniem w tabor komunikacji miejskiej zasilany elektrycznie (tramwaje, trolejbusy). Realizacja tych planów wymagała zatrudnienia dużej liczny wykwalifikowanych pracowników, w związku z tym powstała szkoła zawodowa nr. 48, która przyjęła w pierwszym roku 200 uczniów do klas o pięciu profilach. W 1975 przeniesiono ją do nowego, większego budynku, który mógł jednocześnie pomieścić 600-800 uczniów. W związku z poprawą warunków lokalowych rozszerzono zakres szkoły o technikum zawodowe. 

## Działalność
Zgodnie z Uchwałą nr. 322 z dnia 9 października 1999 Ministerstwa Edukacji i Nauki Ukrainy zawodowo-techniczna szkoła nr. 48 we Lwowie będąca jedyną w regionie szkoła przygotowującą wykwalifikowaną kadrę robotniczą w zakresie budownictwa mieszkalnego i komunalnego otrzymała status wyższej szkoły technicznej. Od początku istnienia do 2004 szkołę opuściło 12000 wykwalifikowanych pracowników. Z dniem 30 stycznia 2007 zmieniono nazwę szkoły na Lwowska Wyższą Szkołę Zawodową Technik Informatycznych i Budownictwa. 

## Kierunki
- Informatyka;
- Budownictwo wykończeniowe (glazurnictwo, tynkarstwo, malarstwo);
- Mechanika samochodowa.